# Dzwonkówka czarniawa

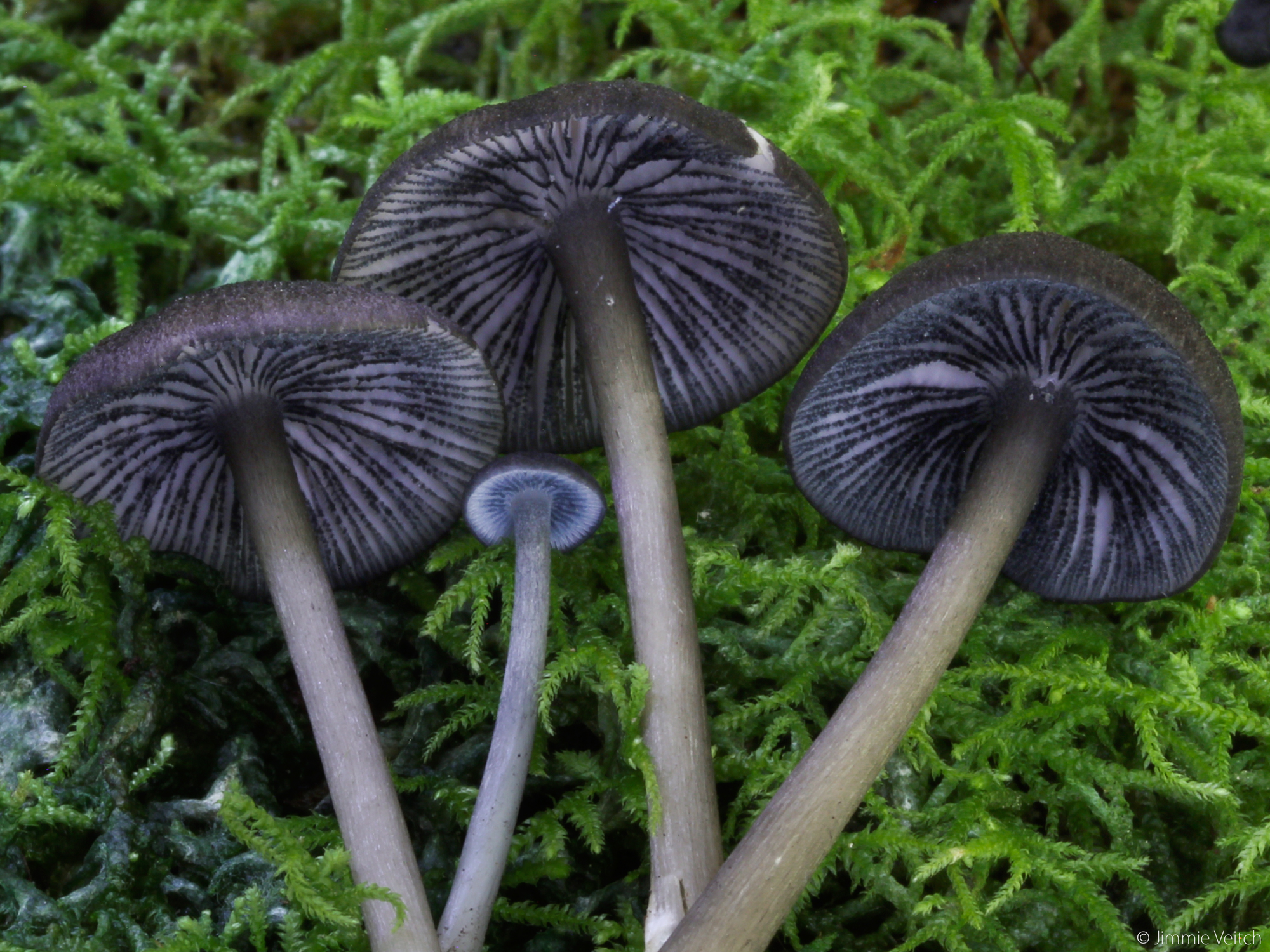

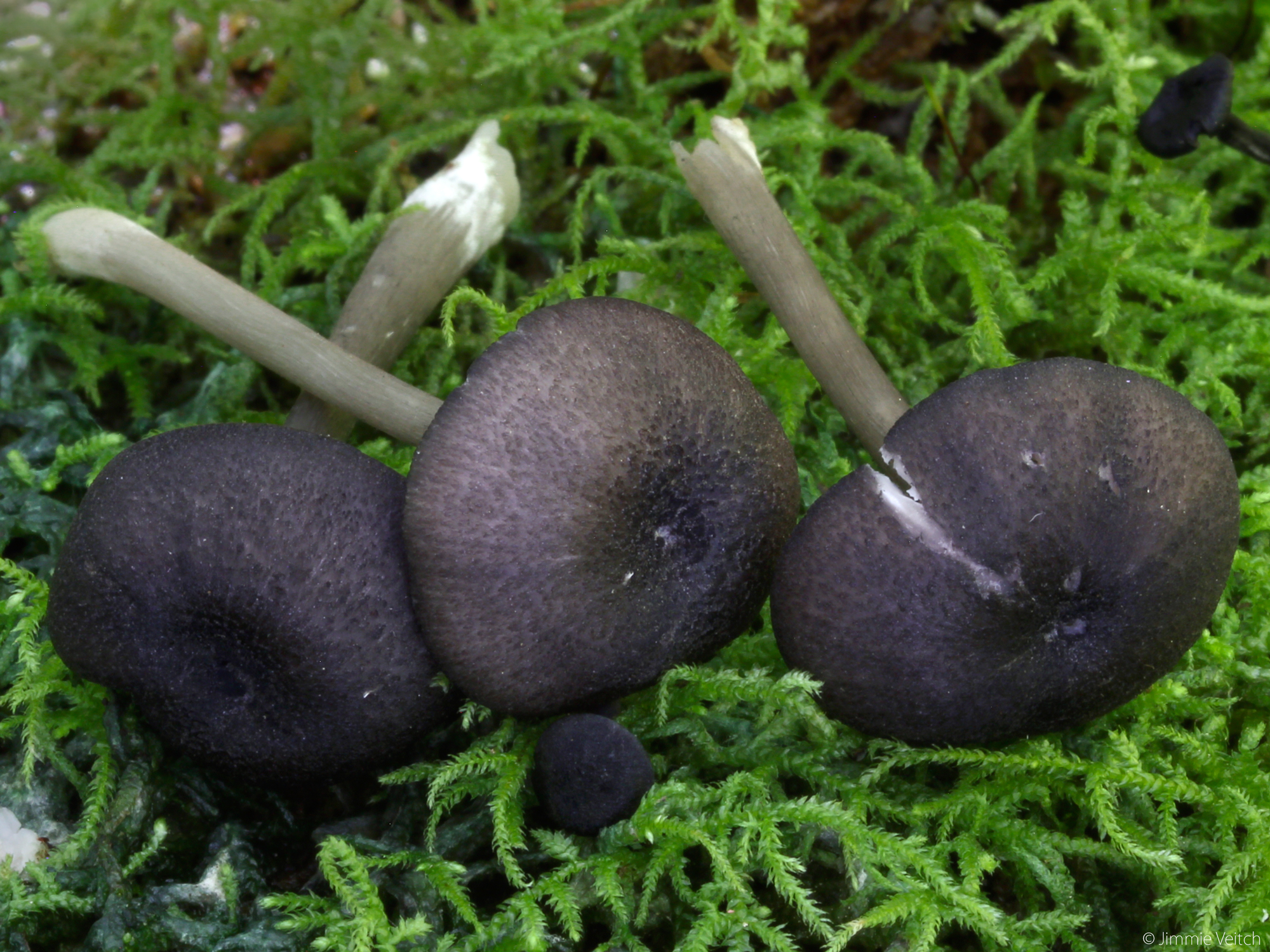

Dzwonkówka czarniawa (Entoloma serrulatum (Fr.) Hesler) – gatunek grzybów z rodziny dzwonkówkowatych (Entolomataceae).

## Systematyka i nazewnictwo
Pozycja w klasyfikacji według Index Fungorum: Entoloma, Entolomataceae, Agaricales, Agaricomycetidae, Agaricomycetes, Agaricomycotina, Basidiomycota, Fungi.
Po raz pierwszy takson ten zdiagnozował w 1818 r. Elias Fries, nadając mu nazwę Agaricus serrulatus. Obecną, uznaną przez Index Fungorum nazwę nadał mu w 1967 r. Lexemuel Ray Hesler.
Synonimów ma ponad 20. Niektóre z nich:

- Entoloma atrides (Lasch) Mornand & Bon 1986
- Entoloma serrulatum var. laevipes (Maire) Courtec. 2008
- Entoloma serrulatum var. nigrovenosum Courtec. 1993
- Entoloma serrulatum (Fr.) Hesler 1967 var. serrulatum
- Leptonia serrulata f. farinosa Largent 1977
- Leptonia serrulata var. atrides (Lasch) Largent 1977
- Leptonia serrulata var. laevipes (Maire) Sacc. 1911
- Leptoniella columbaria (Bull.) Murrill 1917

Polską nazwę zaproponował Władysław Wojewoda w 2003 r. Franciszek Błoński w 1890 r. opisywał ten gatunek pod nazwą rumieniaczek czarniawy, a Stanisław Chełchowski w 1899 r. jako rumieniak czarniawy.

## Morfologia
Kapelusz
Średnica 0,6–3,5 cm. Początkowo wypukły, potem kolejno stożkowatowypukły, płaskowypukły i rozpostarty. Brzeg pofalowany, początkowo podgięty, potem wyprostowany. Jest niehigrofaniczny, w stanie wilgotnym nieprzeźroczysty i nieprążkowany. Powierzchnia jednolicie ciemno-czarnawa, niebiesko-szara lub fioletowo-niebieska, u starszych okazów fiołkowo-brązowa z ciemnoniebieskimi włókienkami, wełnista, z wiekiem łuseczkowata, zwłaszcza na środku. W stanie suchym błyszcząca.
Blaszki
W liczbie 20–40, z międzyblaszkami (l=1–7), średniogęste, zatokowato wycięte lub przyrośnięte, łukowate, rzadko brzuchate, piłkowane. Początkowo blado do ciemnoniebieskie, zwłaszcza przy brzegu, potem szarobrązowe. Ostrza czarnoniebieskie, silnie kontrastujące.
Trzon
Wysokość 2–5 cm, grubość 1,5–4 mm, cylindryczny lub spłaszczony z podłużnym rowkiem, czasami z nabrzmiałą podstawą. Powierzchnia początkowo tej samej barwy co kapelusz, potem jaśniejsza, zielonkawo-oliwkowa lub brązowo-szara, pokryta ciemniejszymi, niebieskawymi i przylegającymi włókienkami, na wierzchołku czasami (rzadko) oprószona, przy podstawie biało filcowata.
Miąższ
Kruchy, tej samej barwy co powierzchnia, z wyjątkiem bladej części wewnętrznej. Bez zapachu, lub o słabym fiołkowym, bez smaku, lub o nieprzyjemnym smaku.
Cechy mikroskopijne
Zarodniki 9–11,5 –12 × 5–8 μm, w widoku z boku elipsoidalne, 5–7-kątowe. Podstawki 24–53 × 8–15 μm, 4-zarodnikowe, ze sprzążkami. Cheilocystydy 25–100 × 3,5–20 μm, cylindryczne lub maczugowate. Występują bardzo licznie, tworząc grubą, płoną warstwę wzdłuż krawędzi blaszek. Zawsze posiadają wewnątrzkomórkowy niebieski pigment. Strzępki skórki cylindryczne lub maczugowate, z końcowymi elementami o średnicy 8–40 μm. Strzępki skórki i górnej warstwy tramy zawierają wewnątrzkomórkowy niebieski pigment. W tramie czasami występują błyszczące granulki. Sprzążek brak.

## Występowanie i siedlisko
W Europie dzwonkówka czarniawa jest szeroko rozprzestrzeniona. Występuje od Hiszpanii po północne krańce Półwyspu Skandynawskiego, także na Islandii i na wyspach brytyjskich. Brak jej tylko w południowo-wschodniej Europie. Podano jej występowanie również na Wyspach Kanaryjskich i w dwóch stanach USA (Kalifornia i Nowy Jork). Według niektórych źródeł w Europie jest dość częsta, jej zasięg pionowy ciągnie się od poziomu morza po piętro halne. W literaturze naukowej podano kilka stanowisk na terenie Polski do 2003 r. Więcej stanowisk i nowszych, podaje internetowy atlas grzybów. W Polsce gatunek rzadki. Znajduje się na Czerwonej liście roślin i grzybów Polski. Ma status R – gatunek potencjalnie zagrożony z powodu ograniczonego zasięgu geograficznego i małych obszarów siedliskowych. Znajduje się na listach gatunków zagrożonych także w Niemczech i Holandii.
Owocniki rosną na ziemi, w lasach, zaroślach, parkach, przydrożach, na słabo nawożonych, półnaturalnych użytkach zielonych, na glebach wilgotnych i względnie suchych, torfowych lub gliniastych, kwaśnych do zasadowych. Pojawiają się w grupach od lipca do listopada.